# Zkřížená reakce
Zkřížená reakce je běžný jev v imunologii, kdy nepříbuzné antigeny sdílejí stejné antigenní determinanty (epitopy) a dochází k tomu, že specifické protilátky organismu reagují s různými antigeny. Tento fenomén komplikuje sérologickou diagnostiku, na druhou stranu díky zkřížená reakci je člověk chráněn před některými infekčními nemocemi. Např. některé druhy virů mohou být pro člověka patogenní, jiné jim blízce příbuzné viry naopak neškodné. Setká-li se jedinec během svého života s nepatogenním virem, vytvoří se v jeho těle specifické protilátky, které ho poté ochrání před příbuzným ale patogenním virem.
Zkřížená reakce hraje rovněž významnou roli při vzniku některých autoimunitních onemocnění (alergií).